# Scientific College of Design
Das Scientific College of Design ist ein privates College in Maskat (Madinat Al Qurm), Oman. Es wurde 2003/04 gegründet.

## Studiengänge
Es werden vierjährige Bachelorstudiengänge bzw. Diplom-Studiengänge angeboten in
- Graphic Design Grafikdesign und
- Interior Design Innenarchitektur.

Außerdem wird ein Bachelorstudium angeboten in
- Fine Arts Schöne Künste,

sowie ein Diplomstudium in
- Fashion Design & Cloth Manufacturing (Modedesign).

Außer im Diplom-Kurs Modedesign, der in Arabisch abgehalten wird, werden alle Studiengänge in Englisch angeboten.

## Studentenzahlen
Seit Gründung des College stieg die Zahl der Studierenden kontinuierlich an:
| akademisches Jahr | 2008/09 | 2007/08 | 2006/07 | 2005/06 | 2004/05 | 2003/04 |
| ----------------- | ------- | ------- | ------- | ------- | ------- | ------- |
| Anzahl Studenten  | 696     | 588     | 377     | 94      | -       | -       |
| davon Männer      | 92      | 82      | 57      | -       | -       | -       |
| davon Frauen      | 604     | 506     | 320     | -       | -       | -       |
| Frauenquote       | 86,8 %  | 86,1 %  | 84,9 %  | - %     | - %     | - %     |
| davon Ausländer   | 25      | -       | -       | -       | -       | -       |
| Ausländerquote    | 3,6 %   | - %     | - %     | - %     | - %     | - %     |

## Kooperationen
Die Hochschule hat eine Kooperation mit der Libanesisch-Amerikanische Universität, die auch die Abschlüsse verleiht. In Modedesign pflegt die Hochschule eine Partnerschaft mit dem Arab Community College in Amman (Jordanien).

## Studierende und Studiengebühren
Im zweiten Jahr des Bestehens (2005) waren 94 Studierende eingeschrieben. Die Studienzahlen solle in den kommenden Jahren auf ca. 500 Studierende steigen. Die Studiengebühren liegen zwischen R.O. 1.650 und 2.250 pro Jahr.